# Sardis Road
 (avril 2025).
Sardis Road est un stade de rugby à XV situé à Pontypridd. Le stade d'une capacité de 7 200 places accueille les matchs à domicile du club Pontypridd RFC disputant le championnat du pays de Galles de rugby à XV. De même pendant un an, les Celtic Warriors, franchise galloise rapidement disparue en 2004. 
Il est surnommé en anglais House of Pain.